# Saccoloma distans
Saccoloma distans là một loài thực vật có mạch trong họ Dennstaedtiaceae. Loài này được Schwartsb. công bố hợp lệ năm 2022.